# 姚應嘉
姚應嘉（？—？），号镜初，浙江紹興府會稽縣民籍山阴县人，明朝政治人物。

## 生平
万历三十七年（1609年）己酉科浙江乡试舉人，四十一年（1613年）癸丑科進士，初任行人，天启元年擢贵州道御史。三列台班，一按漕运，亲历水道，免数省雇船之烦。一巡八闽，以淡漠风示下僚，所推毂皆一时循吏。一点刷京畿，积案尽剔。时魏、崔播焰，应嘉卓然自立，特建二疏，一曰圣政综核方严，群工仰承未恪；一曰招权纳贿者为败伦之由，扫门入户者与冰山俱尽。疏入，魏崔矫旨削夺，不为色阻。崇祯践阼，召还原职，不为色喜。任太常，典祀蠲洁；任大理寺卿，多所平反。应嘉自幼端重，赋性耿介，六经子史及周程张朱性理诸书，无不经究。事亲纯孝，居乡三十载，始终如寒素，有简身靡及之怀，享年九十有三，群推为三达尊，良不诬也。

## 家族
曾祖姚世聞，医学正科。祖父姚希唐，字德钦，以礼部儒士授崇明主簿。事母至孝，中年丧偶。父姚祖寿，庠生、儒官，二人应嘉、会嘉。
弟姚會嘉，万历二十九年進士，亦拜御史。
子姚士锷，號芝屿，國學生，父应嘉以忤璫致禍，代父入狱。妻范氏死，不归诀，巡按旌其廬。